# 셰르 싱
셰르 싱(Sher Singh, 1807년 12월 4일 - 1843년 9월 15일)은 시크 제국의 제4대 마하라자이다. 시크 제국의 창시자 란지트 싱과 메흐텝 카우르의 쌍둥이 장남이다. 그의 통치는 1840년 1월 18일 라호르를 공격하여 마하라니 찬드 카우르의 짧은 섭정을 끝낸 후 시작되었다. 그는 1843년 9월 15일 아지트 싱 산다왈리아에 의해 암살당했다.

## 생애

### 출생
셰르 싱은 마하라자 란지트 싱과 마하라니 메흐탑 카우르의 아들로, 쌍둥이 동생으로 타라 싱(1807-1859)이 있었다.

### 어린 시절
1820년 마하라자 란지트 싱은 그에게 다르바르에 앉을 수 있는 특권을 부여하고 민사 및 군사적 영예를 수여했다. 1831년부터 1834년까지 카슈미르 총독으로 활동했으며, 1834년에는 아프간으로부터 페샤와르를 점령한 군대의 지휘관으로 활약했다.

### 군사 원정
바렐비파는 시크교도들을 상대로 지하드를 선포하고 발라코트에 진영을 세웠다. 1831년 셰르 싱은 샤 이스마일 델비 및 그의 부족원들과 함께 프라트 싱 아타르왈라, 아칼리 하누만 싱과 함께 발라코트에 도착했습니다. 그는 발라코트를 포위했다. 시크교도는 포위 된 지역을 점차적으로 좁히면서 천천히 전진했다. 시크교도들은 사야드의 거주지 근처에 도착하자마자 칼을 꺼내 사야드 군대를 풀처럼 베어내고 사야드 아흐메드 칸을 살해했다. 그의 머리는 전시용으로 잘려나갔고, 샤 이스마일 델비를 포함한 약 500명의 사위드 추종자들이 살해당했다. 사이이드의 전체 재산은 시크교의 손에 넘어갔다. 셰르 싱은 추가 자기르를 약속하는 감사 편지와 함께 50,000루피의 금액을 셰르 싱에게 보냈다.

### 치세

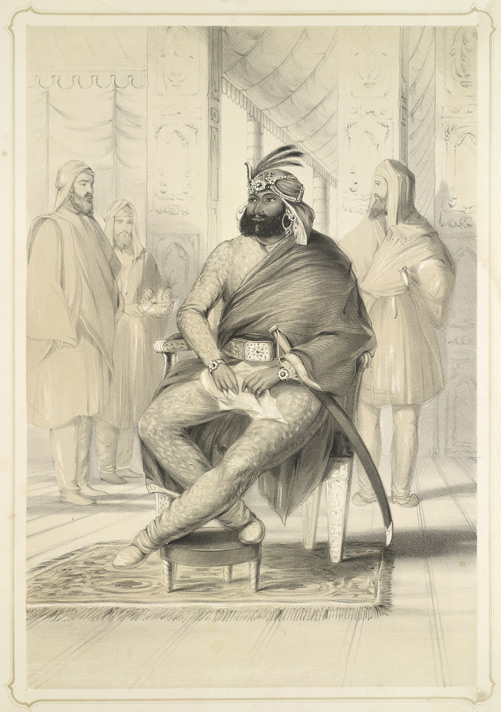
마하라자 셰르 싱

셰르 싱은 1841년 1월 27일 나우 니할 싱이 갑작스럽게 사망한 후, 아버지의 화장을 마치고 돌아오는 길에 일부러 죽였다는 설이 제기되면서 마하라자 자리에 올랐다. 그는 나우 니할 싱의 아버지이자 전 마하라자 카라크 싱의 이복형제였다.
와지르(총리) 디안 싱 도그라에 의해 마하라자로 선포된 그는 왕가가 점령하고 있던 라호르성을 장기간 포위 공격한 끝에 왕좌에 올랐다. 포위 공격으로 수천 명이 사망했다.

### 죽음

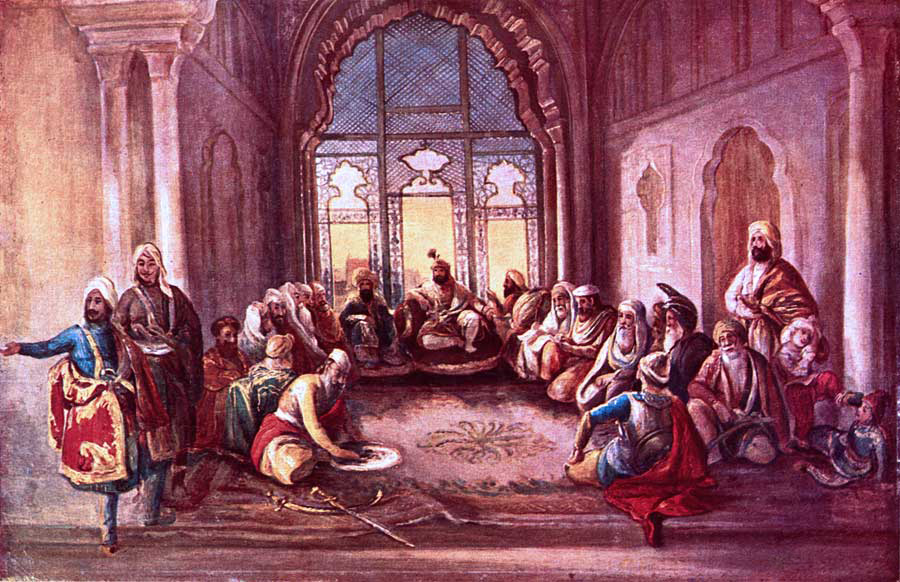
마하라자 셰르 싱(1807-1843)이 라호르성에서 앉은 채로 회의에 참석하고 있다.

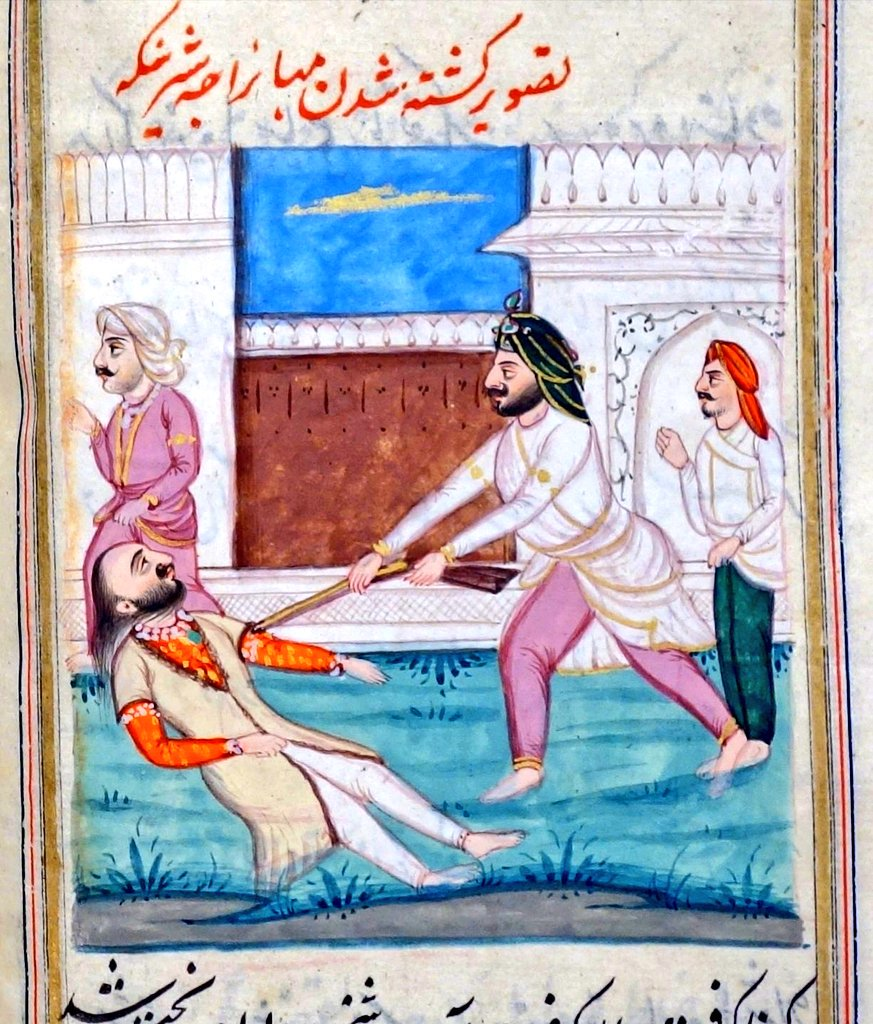
산다왈리아 사르다르가 마하라자 셰르 싱을 암살하는 장면 묘사

셰르 싱은 아지트 싱 산다왈리아가 가져온 새 산탄총을 검사해 달라는 요청을 받던 중 살해당했다. 산다왈리아는 방아쇠를 당긴 후 부상을 입은 셰르 싱의 머리를 칼로 잘라 살해했다. 아지트 싱 산다왈리아는 란지트 싱, 셰르 싱의 동생 카라크 싱, 카라크 싱의 아들 나우 니할싱의 총리를 지냈으며, 모두 취임 직후 사망했다. 그 후 아지트 싱 산드하왈리아는 카라크 싱의 미망인 찬드 카우르가 섭정을 하는 동안 총리를 역임했다. 아짓 싱 산다왈리아는 찬드 카우르가 섭정 통치자가 되는 것이 더 많은 권력을 가질 수 있었기 때문에 그녀를 선호했다. 찬드 카우르는 예상 후계자였던 아들 나우 니할의 며느리가 사산으로 사망하면서 후계자에서 제외되었다. 셰르 싱은 "이 무슨 배신인가"라는 말만 내뱉을 뿐이었다. 산다왈리아는 디안 싱도 살해했다. 산다왈리아는 제국에 대한 계획도 가지고 있었던 것으로 추정된다.

## 유산
그의 궁전은 베어링 유니온 크리스천 칼리지에 임대되어 있다.

### 내용주
1. ↑  마히타 카우르라고도 알려진 메흐탑 카우르는 1839년 란짓 싱의 시신을 무릎에 머리를 대고 누운 채 사티를 저지른 또 다른 부인 마하라니 마흐타브 데비 사이바와 혼동하지 말아야 한다.

### 참조주
1. 1 2  Syad Muhammad Latif, Lahore: Its History, Architectural Remains and Antiquities: With an Account of Its Modern Institutions, Inhabitants, Their Trade, Customs, Printed at the New Imperial Press, 1892
2. 1 2  . Punjab University Patiala. |제목=이(가) 없거나 비었음 (도움말)
3. ↑  Patwant Singh (2008). 《Empire of the Sikhs: The Life and Times of Maharaja Ranjit Singh》. Peter Owen. 73–76쪽. ISBN 978-0-7206-1323-0.
4. ↑  Khalid, Haroon (2016년 5월 13일). “In Lahore, overflowing garbage marks the spot where the final blow was dealt to the Sikh Empire”. 《Scroll.in》 (미국 영어). 2023년 6월 6일에 확인함.